# Umangita
La umangita és un mineral de la classe dels sulfurs, i dins d'aquesta pertany al grup de la berzelianita-umangita. Rep el seu nom de la Sierra d'Umango, a la província de La Rioja (Argentina), on va ser descoberta l'any 1891.

## Característiques
La umangita és un selenur simple de coure. Cristal·litza en el sistema tetragonal, trobant-se de manera habitual en forma massiva o granular. A més dels elements de la seva fórmula, Cu₃Se₂, sol portar com a impuresa plata. Té una duresa 3 a l'escala de Mohs, fractura desigual i lluentor metàl·lica.
Segons la classificació de Nickel-Strunz, la umangita pertany a «02.BA: sulfurs metàl·lics amb proporció M:S > 1:1 (principalment 2:1) amb coure, plata i/o or» juntament amb els següents minerals: calcocita, djurleita, geerita, roxbyita, anilita, digenita, bornita, bellidoita, berzelianita, athabascaïta, rickardita, weissita, acantita, mckinstryita, stromeyerita, jalpaïta, selenojalpaïta, eucairita, aguilarita, naumannita, cervel·leïta, hessita, chenguodaita, henryita, stützita, argirodita, canfieldita, putzita, fischesserita, penzhinita, petrovskaïta, petzita, uytenbogaardtita, bezsmertnovita, bilibinskita i bogdanovita.

## Formació i jaciments
Apareix barrejada amb altres minerals selenurs en filons d'alteració hidrotermal, formada per sota de 112 °C. Sol trobar-se associada a altres minerals com: clausthalita, berzelianita, guanajuatita, eucairita, klockmannita, hessita, naumannita, calcomenita, calcopirita, cobaltita, pirita, malaquita o calcita.

## Grup berzelianita-umangita
El grup berzelianita-umangita està format per les dues espècies minerals que li donen nom.
| Espècie      | Fórmula |
| ------------ | ------- |
| Berzelianita | Cu₃Se   |
| Umangita     | Cu₃Se₂  |